# لورد جيم
لورد جيم (بالإنجليزية: Lord Jim)‏ هي رواية للكاتب جوزيف كونراد ونشرت في الأصل كمسلسل في مجلة بلاكوود من أكتوبر 1899 إلى نوفمبر 1900.
تروي الرواية حكاية بحّار بريطاني شاب يدعى جيم، حيث يقوم بترك سفينته الغارقة مع باقي الطاقم. يتم توجيه اللوم له بسبب هذا العمل، وتتبع الرواية محاولاته للتصالح مع ماضيه.
في عام 1998، وضعت المكتبة الحديثة في رواية لورد جيم في المرتبة 85 على قائمتها ضمن أفضل مائة رواية مكتوبة بالإنجليزية في القرن العشرين.

## روابط خارجية
- لورد جيم على موقع الموسوعة البريطانية (الإنجليزية)